# ホフストラ大学
ホフストラ大学（ホフストラだいがく、英語: Hofstra University）は、アメリカ合衆国ニューヨーク州ロングアイランド西部にある私立大学である。
（2016 Presidential Debate）

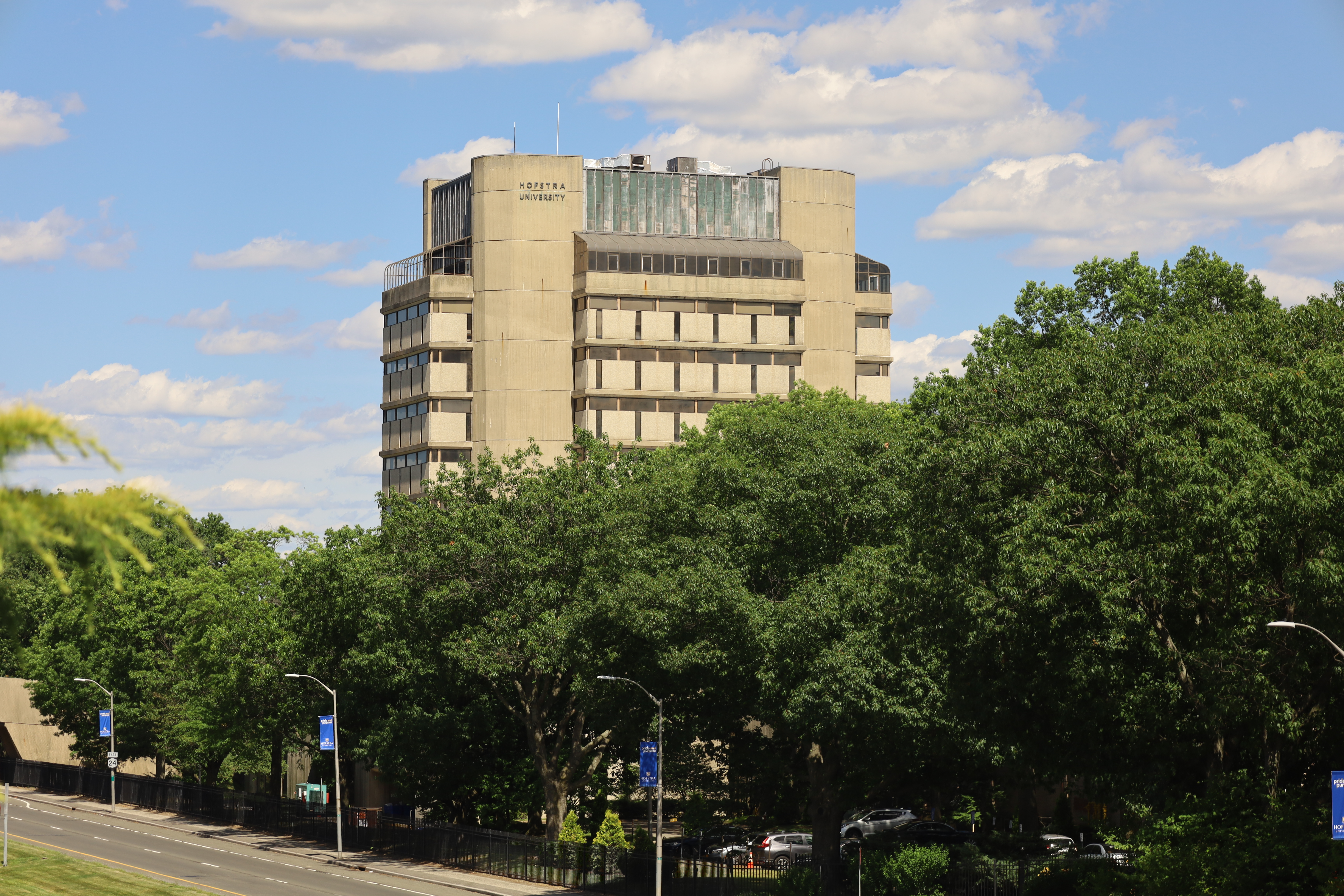
Joan and Donald E. Axinn Library

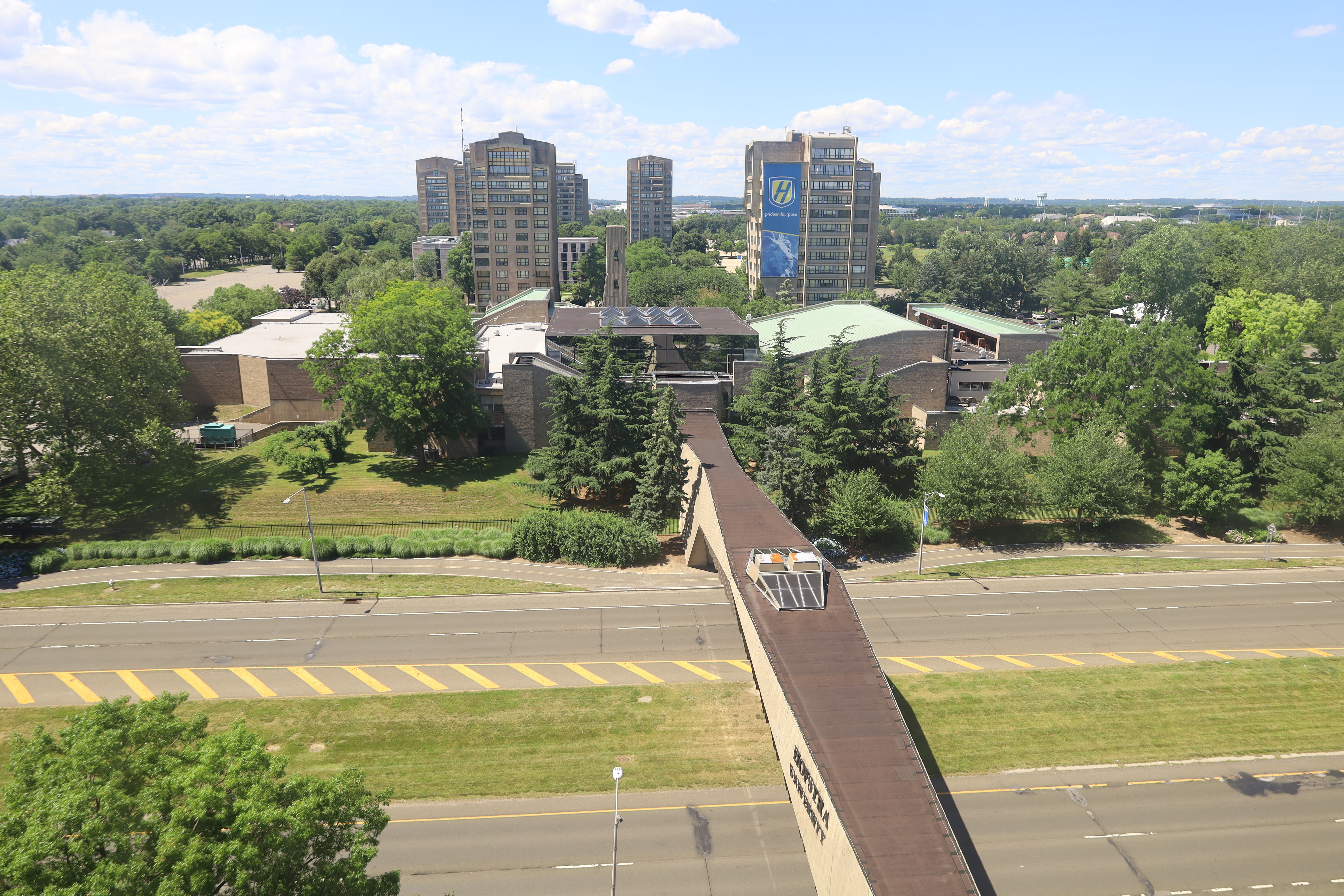
The Unispan and dormitory towers

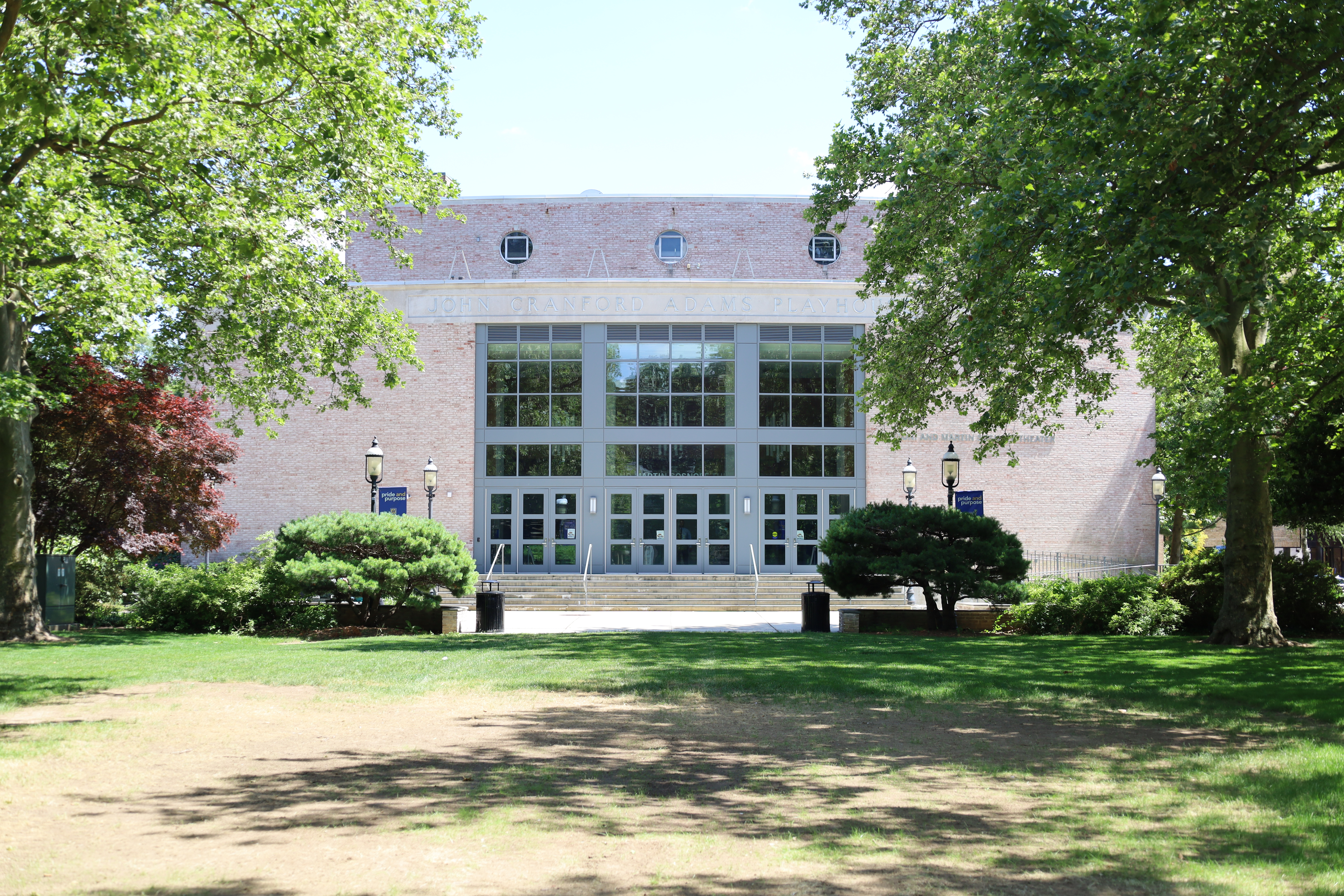
John Cranford Adams Playhouse

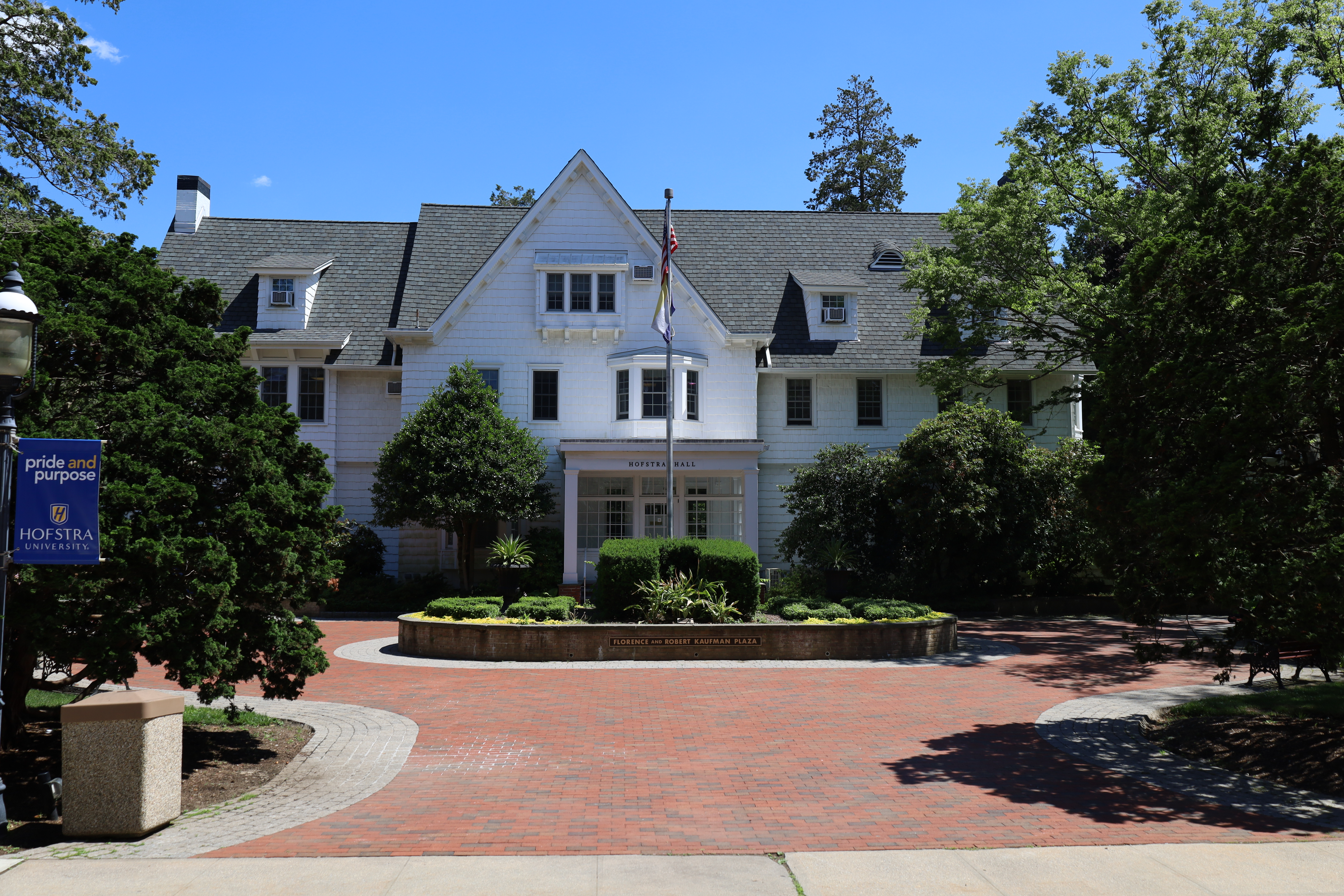
Hofstra Hall

## 概略
1935年にニューヨーク大学の延長として始まり、1939年に独立してHofstra Collegeとなり、1963年に大学となった。名称は木材商ウィリアム・S・ホフストラ（William S. Hofstra）の名前から取っている。現在医学部、法律学部を含む10の学部がある。2008年、2012年、2016年に大統領選挙中の大統領候補討論会の舞台となった。

## ランキング
- U.S.News全米大学ランキング第166位[2]
- THE世界大学ランキング第301-350位[3]
- QS世界大学ランキング第501-550位[4]

## 登場する作品
- ローレンス・ブロック『八百万の死にざま』田口俊樹訳（ハヤカワ文庫）496-497頁
- Netflixのドラマ『ビリオンズ（Billions）』：主人公が卒業した大学は本大学の設定（シーズン1の第1話で言及されている）

## 出身者
- アヴィ・アラッド（実業家、映画プロデューサー）
- フランシス・フォード・コッポラ（映画プロデューサー、脚本家、実業家）
- マリアン・トランプ・バリー（米国裁判官、検察官。米元大統領ドナルド・トランプの姉）
- マデリーン・カーン（女優）
- ローズマリー・デウィット（女優）
- デビッド・パターソン (政治家)（第55代ニューヨーク州知事）
- ロバート・デヴィ（俳優・歌手・脚本家・監督）
- バーナード・L・マドフ（相場師、投資顧問、金融業者）

## 参照
1. ↑   ホフストラ大学の大学情報
2. ↑  U.S.News公式サイト
3. ↑  THE公式サイト
4. ↑  QS公式サイト